# Talp gros
El talp gros (Mogera robusta) és una espècie de mamífer de la família dels tàlpids. Viu a la Xina, Corea del Nord, Corea del Sud i Rússia.